# Triangulo de zooko

El triángulo de Zooko define tres rasgos de un identificador de protocolo de red como: Humano-significativo, Descentralizado y Seguro.

El triángulo de Zooko es un trilema de tres propiedades que son consideran deseables para los nombres de los participantes en un protocolo de red :
- Significativo para las personas: se darán a los usuarios nombres significativos y fáciles de recordar (de baja entropía).
- Seguro: la cantidad de daño que una entidad maliciosa puede infligir al sistema debe ser lo más baja posible.
- Descentralizado: los nombres se darán correctamente en sus respectivas entidades sin el uso de una autoridad o servicio central.

## Descripción general
Zooko Wilcox-O'Hearn conjeturó que ningún tipo de nombre debe ser único. Por ejemplo: DNSSec ofrece un esquema de nombres seguro y significativo para los humanos, pero no está descentralizado ya que depende de root-servers confiables; Las direcciones .onion y las direcciones bitcoin son seguras y descentralizadas, pero no son significativas para los humanos; en el caso de I2P utiliza servicios de traducción de nombres que son seguros (ya que se ejecutan localmente) y dan nombres significativos para los humanos, pero no brindan entidades únicas cuando se usan globalmente en una red descentralizada sin autoridades. [lower-alpha 1]

## Soluciones
Muchos sistemas que poseen las tres propiedades del triángulo de Zooko incluyen:
- El artículo del científico informático [./Https://en.wikipedia.org/wiki/Nick%20Szabo Nick Szabo] "Títulos de propiedad seguros con la autoridad del propietario" ilustró que las tres propiedades se pueden lograr hasta los límites de la tolerancia a fallas bizantinas .
- El activista Aaron Swartz describió un sistema de nombres basado en Bitcoin que emplea la cadena de bloques distribuida de Bitcoin como prueba de trabajo para establecer un consenso sobre la propiedad del nombre de dominio.  Estos sistemas siguen siendo vulnerables al ataque de Sybil,  pero son seguros según los supuestos bizantinos.
- El teórico Curtis Yarvin implementó una versión descentralizada de direcciones IP en Urbit que genera nombres de cuatro sílabas legibles por humanos.[2]

Varias plataformas implementan refutaciones de la conjetura de Zooko, como: Twister (que usa el sistema de Swartz con un sistema similar a bitcoin), Blockstack (cadena de bloques separada), Namecoin (cadena de bloques separada), LBRY (cadena de bloques separada: descubrimiento de contenido, propiedad e intercambio entre pares). intercambio de archivos entre pares),  Monero, OpenAlias, Servicio de nombres Ethereum y el protocolo Handshake .